# Bellator 52
 Bellator LII  foi um evento de artes marciais mistas organizado pelo Bellator Fighting Championships em 1 de outubro de 2011 no L'Audberge du Lac Casino Resort em Lake Charles, Louisiana. O evento foi transmitido ao vivo na MTV2.

## Background
Esse evento contou com o round de abertura da Quinta Temporada do Bellator.
Blagoy Ivanov era esperado para enfrentar Thiago Santos. Santos, porém, foi incapaz de sair do Brasil para o evento e foi substituído por Zak Jensen.
O evento acumulou aproximadamente 269,000 telespectadores na MTV 2.